# Comuna Mokiivka, Ciornuhî
Mokiivka (în ucraineană Мокіївка) este o comună în raionul Ciornuhî, regiunea Poltava, Ucraina, formată din satele Mokiivka (reședința) și Piskî-Udaiski.

## Demografie
Componența lingvistică a comunei Mokiivka
     Ucraineană (98,37%)
     Rusă (1,39%)
     Alte limbi (0,24%)
Conform recensământului din 2001, majoritatea populației comunei Mokiivka era vorbitoare de ucraineană (98,37%), existând în minoritate și vorbitori de rusă (1,39%).